# یرا
یرا (به اسپانیایی: Llera, Badajoz) یک شهرستان در اسپانیا است که در استان باداخس واقع شده‌است.